# Daishō
Le daishō (大小, littéralement « grand-petit) » est un terme japonais désignant la paire de sabres traditionnels portée par les samouraïs de l'ère féodale.

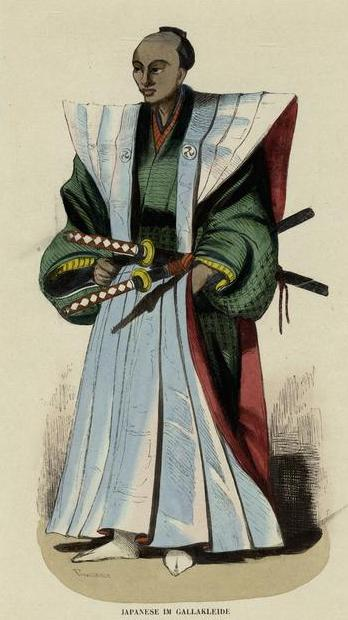
Samouraï en costume de gala avec ses deux sabres.

## Description
Les deux armes composant le daishō sont le katana (刀) et le wakizashi (脇差), le premier étant le plus long, il correspond à l'arme d'attaque, tandis que l'autre s'apparente plutôt à une arme de parade. Ainsi c'est ce qui explique l'étymologie même du mot qui provient des termes daitō (大刀, grande épée) et shōtō (小刀, petite épée) : daitō associé à shōtō donne daishō.
Cependant, à l'origine, le daishō désignait le port de n'importe quels uchigatana longs et courts réunis, et non spécifiquement celui d'un katana et d'un wakizashi.
 
Il arrive aussi que l'on considère une paire de tantō comme un daishō, et finalement le terme daishō désigne parfois tout simplement un attirail de deux épées à peu près identiques.
Pendant la période des samouraïs, les lames du daishō pouvaient être similaires car réalisées par le même artisan, mais cette pratique était relativement rare car elle était plus chère, et en outre la concordance des deux épées n'avait à l'époque pas une grande importance. 

## Histoire
Le concept du daishō est né au cours de la période Muromachi (1336-1573), durant laquelle il arrivait de croiser l'association d'une épée courte avec une autre de n'importe quelle longueur. À une certaine époque, le tachi et le tantō auraient été maniés ensemble, tout comme plus tard deux uchigatana de tailles différentes. Avec l'apparition du katana, le wakizashi a finalement été choisi par les samouraïs pour remplacer le tantō. Dans son livre intitulé The Japanese Sword, Kanzan Satō note qu'il ne semblait pas y avoir de besoin particulier en ce qui concerne le wakazaishi, et suggère que ce dernier est sans doute devenu plus populaire que le tantō parce qu'il était plus adapté aux combats en intérieur. 
Selon la plupart des écoles traditionnelles de kenjutsu, qui font partie des koryū, seule une seule des deux lames du daishō était utilisée pour combattre. Cependant, durant la première moitié du XVIIe siècle, le célèbre escrimeur Miyamoto Musashi favorisa l'utilisation de la prise à une main qui permettait de manier deux épées simultanément. Cette technique, appelée nitōjutsu (en), constitue un des éléments de base du style de Hyoho Niten Ichi Ryu, école enseignant l'art de manier l'épée fondée par Musashi. 
À la suite de la « chasse aux épées » ordonnée par Toyotomi Hideyoshi en 1588, le port du daishō est exclusivement réservé à la classe des samouraïs et devient ainsi un symbole de leur rang. Le daishō est sans doute devenu populaire durant les dernières années de la période Muromachi puisque les premiers exemples de son utilisation datent de la fin du XVIe siècle. Par la suite en 1629, un édit définissant les droits des samouraïs est instauré et exige le port du daishō. Durant l'ère Meiji un second édit rédigé en 1871 annule le premier, et en 1876 le port de l'épée en public est banni pour la plupart de la population japonaise, ce qui en fera définitivement le symbole des samouraïs. La fin de l'époque d'Edo voit arriver l'interdiction des épées et par conséquent la disparition de la classe des samouraïs.

## Présentation
Lorsque le katana est sur son présentoir, il est placé :
- dans son fourreau (saya) ;
- tranchant vers le haut ;
- face publique (omote) visible ;
- à gauche de soi.

Le plus souvent, seule la « monture » du sabre est exposée ainsi (tsuka, tsuba et saya, maintenus ensemble par une lame en bois). En effet la lame est souvent rangée dans une monture de protection hermétique en bois blanc dite de shirasaya (qui ne sont pas destinées au combat).
En temps de paix, le katana se pose sur le présentoir, la tsuka côté gauche, alors qu'en temps de guerre, la tsuka est à droite, ceci afin de permettre une sortie plus rapide du katana en cas de danger.